# Hinckley Rock
La Hinckley Rock (in lingua inglese: Roccia Hinckley) è uno spuntone roccioso situato 7 km a nordovest del Gillies Rock, nella parte settentrionale  del Neptune Range, che fa parte dei Monti Pensacola in Antartide.
Lo spuntone roccioso è stato mappato dall'United States Geological Survey (USGS) sulla base di rilevazioni e foto aeree scattate dalla U.S. Navy nel periodo 1956-66.
La denominazione è stata assegnata dall'Advisory Committee on Antarctic Names (US-ACAN) in onore di Neil Hinckley, membro dell'Electronic Test Unit nei Monti Pensacola nel 1957-58.